# Lizoáin-Arriasgoiti
Lizoáin-Arriasgoiti – gmina w Hiszpanii, w Nawarze, o powierzchni 65,53 km². W 2011 roku gmina liczyła 317 mieszkańców.